# José Antonio Etxebarrieta Ortiz
José Antonio Etxebarrieta Ortiz (Bilbao, 1940 - 1973) fou un advocat basc i dirigent d'ETA, germà de Txabi Etxebarrieta. Militant d'EGI, el 1958 fou detingut per primer cop quan repartia octavetes a Begoña i empresonat dos mesos a Larrinaga. Un cop alliberat, marxà a París, on va tenir durs enfrontaments amb la direcció del Partit Nacionalista Basc, cosa que el va dur a contactar amb ETA.
L'estiu de 1963 va caure greument malalt i li fou diagnosticada una "mielitis de columna", una rara malaltia provocada per la inflamació de la medul·la espinal. Durant tres anys va estar completament paralitzat, passant grans temporades ingressat en un sanatori, on rebia freqüents visites del seu germà Txabi. Durant la convalescència va llegir clàssics marxistes, especialment Nikolai Lenin. El 1966 va començar a caminar ajudant-se amb crosses i va preparar per a la V Assemblea l'Informe Txatarra, que es va convertir en la base argumental per a expulsar d'ETA al sector que després es transformaria en el Moviment Comunista d'Euskadi (EMK).
Dins d'ETA s'encarregà de la redacció de la publicació Zutik. Amb motiu del procés de Burgos va encarregar-se de la defensa de Xabier Izko de la Iglesia, acusat de ser l'autor material de la mort de Melitón Manzanas. En 48 hores va redactar els 80 folis d'al·legacions contra l'acusació que pesava sobre Izko. Posteriorment col·laboraria amb Gisèlle Halimi en l'elaboració del famós llibre sobre el procés.
El març de 1973, va tenir un sobtat agreujament de la seva malaltia. A pesar d'això va participar en la defensa de militants bascos davant un consell de Guerra. Va morir el 3 d'abril de 1973.